# Bispestaven
Bispestaven er et spejderløb som startede i 1993. Det første år deltog 10 patruljer fra Det Danske Spejderkorps samt 1 fra Dansk Spejderkorps Sydslesvig.
Løbet foregår hver pinse skiftende steder i Jylland og med varierende temaer - ofte med et historisk inspireret indhold.
| År   | Område                   | Historieramme                    |
| ---- | ------------------------ | -------------------------------- |
| 1993 | Børglum kloster-Hjørring | Pestens komme til Danmark        |
| 1994 | Rold Skov                | Røverne i Rold                   |
| 1995 | Viborg                   | Jens Langkniv                    |
| 1996 | Aalborg                  | Mafia                            |
| 1997 | Randers                  | 2. verdenskrig                   |
| 1998 | Hobro                    | Den franske revolution           |
| 1999 | Jyske Ås                 | Star Wars                        |
| 2000 | Års                      | Kimbrerne - vandet stiger        |
| 2001 | Ebeltoft                 | Kalø og middelalder              |
| 2002 | Børglum                  | Stygge Krumpen                   |
| 2003 | Rold Skov                | Græsk mytologi                   |
| 2004 | Silkeborg                | Agent-tema                       |
| 2005 | Onsild                   | Western-tema                     |
| 2006 | Randers/Mellerup         | Robin Hood                       |
| 2007 | Aalborg                  | Peter Pan                        |
| 2008 | Uhre                     | Russer-tema                      |
| 2009 | Kolding                  | Tidsrejser                       |
| 2010 | Hørning                  | Tempelridderne                   |
| 2011 | Viborg                   | Tegneserie-tema                  |
| 2012 | Aarhus                   | Indiana Jones versus Laura Croft |
| 2013 | Samsø                    | Kartofler                        |
| 2014 | Rebild                   | Gak i Ramasjang                  |
| 2015 | Silkeborg                | Bispestaven møder Baden-Powell   |

[kilde mangler]